# Surasundari
(Shilpa-Prakasha, trattato di architettura del IX secolo)

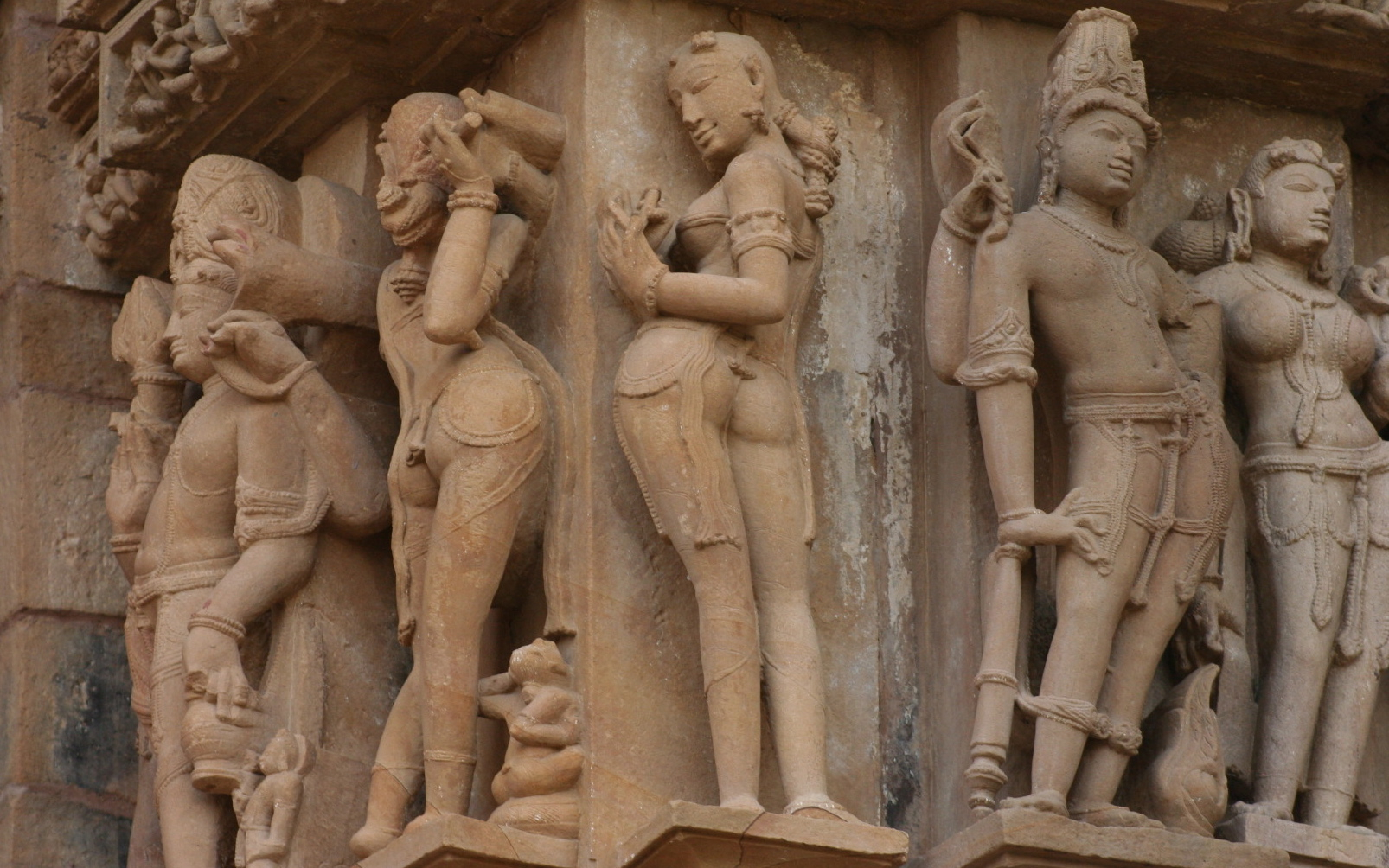
Una surasundari in un tempio di Khajuraho

Nell'arte indiana, una surasundari (letteralmente "bellezza celeste") è una giovane fanciulla che caratterizza la bellezza femminile e la sensualità aggraziata.
I santuari buddisti e giainisti hanno caratterizzato figure sensuali sotto forma di yakshi e altri spiriti dal II secolo a.C. Tuttavia, il motivo surasundari acquisì importanza nell'architettura dei templi indiani solo intorno all'inizio del IX secolo d.C. Shilpa-Prakasha, un trattato di architettura tantrica del IX secolo, dichiara un monumento senza surasundari come inferiore e infruttuoso. Il testo del XV secolo Kshirarnava afferma che le surasundari dovrebbero essere raffigurate guardando in basso (adho-drishti), non guardando qualcuno.
Nelle sculture del tempio, le surasundari sono spesso raffigurate come assistenti di dei e dee. Si manifestano anche come apsara danzanti. Una salabhanjika o ninfa degli alberi è un'altra variante di una surasundari. Altre forme di surasundari includono:
- Darpani (porta specchi)
- Torana (più snella della porta)
- Dalamalika (portaramo)
- Padmagandha (profumata come un loto)
- Ketakibharana (con un fiore ketaki)
- Matrica (madre)
- Chamari (portatrice di frusta)
- Nartaki (ballerina)
- Shukasarika (colei che gioca con un pappagallo)
- Nupurapadika (colei che lega le cavigliere)
- Mardala (batterista)
- Alasyakanya (pigra)
- Shubhagamini (colei che rimuove le spine)

La presenza delle surasundari nei santuari religiosi è interpretata in diversi modi. Un'interpretazione spirituale è che rappresentano shakti (l'energia cosmica femminile) e possono essere considerate sia di buon auspicio che potenzianti. Un'interpretazione secolare è che rappresentano la prosperità del re che ha commissionato il tempio.